# (5254) Улисс
(5254) Улисс (лат. Ulysses) — крупный троянский астероид Юпитера, движущийся в точке Лагранжа L4, в 60° впереди планеты. Астероид был открыт 7 ноября 1986 года бельгийским астрономом Эриком Эльстом в обсерватории Верхний Прованс и назван по латинскому варианту имени Одиссея, царя Итаки.

Орбита астероида Улисс и его положение в Солнечной системе
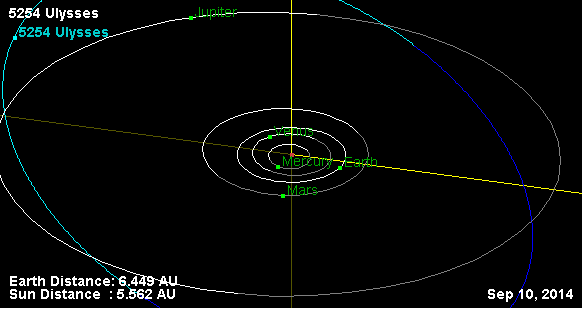
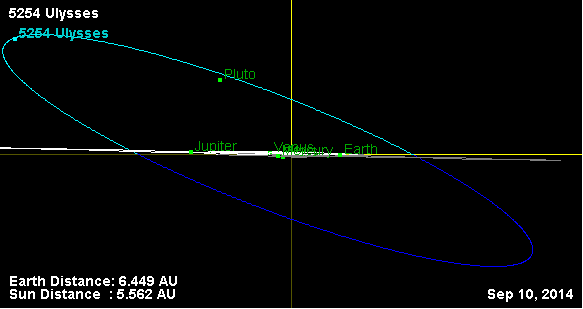

Фотометрические наблюдения, проведённые в 1994 году, позволили получить кривые блеска этого тела, из которых следовало, что период вращения астероида вокруг своей оси равняется 28,72 ± 0,08 часам, с изменением блеска по мере вращения 0,32 ± 0,01 m.